# طاقة البيان
في الرياضيات ، طاقة الرسم البياني (بالإنجليزية: Graph energy)‏ هو مجموع القيم المطلقة لللقيم الذاتية من مصفوفة المجاورة من الرسم البياني. هذا المصطلح هو موضع لدراسة نظرية التصنيف وفق القيم الذاتية ‏.
بدقة أكثر، نأخذ G كمخطط ذي النقاط n بحيث لا يحتوي على أضلاع متشابكة (مخطط بسيط). A هي مصفوفة المجاورة (التشابه) وبأخذ القيم الذاتية لهذه المصفوفة، فإن الطاقة للمخطط G تُعرف كمجموع القيم المطلقة للقيم الذاتية للمخطط كالآتي:
{\displaystyle E(G)=\sum _{i=1}^{n}|\lambda _{i}|.}

## تطبيقات
لطاقة الرسم البياني تطبيقات عديدة في الكيمياء  وظهرت حديثاً العديد من الأبحاث الرياضية حولها.